# Handbuch des Römischen Privatrechts
Das Handbuch des Römischen Privatrechts ist ein 2023 im Mohr Siebeck Verlag erschienenes Nachschlagewerk zum römischen Privatrecht.

## Vorgeschichte und Entstehung
Die romanistische Rechtsgeschichte wurde im 20. Jahrhundert maßgeblich von den von Max Kaser in den 1950er und 60ern veröffentlichten Büchern Das römische  Privatrecht, dessen zweitem Band Die nachklassischen Entwicklungen und Der römische Zivilprozess geprägt. Diese Bücher waren nicht nur Produkt von Kasers Wissen über die Quellen, sondern auch von seiner Kenntnis über die neuesten Forschungspublikationen zu den einzelnen Themen. Zweite Auflagen erschienen 1971, 1975 und 1996. Die letzte Ausgabe zum Zivilprozess von 1996 war aber nicht mehr von Kaser, sondern seinem Schüler Karl Hackl veröffentlicht worden, kurz vor Kasers Tod 1997. Eine dritte Auflage der Nachschlagewerke blieb ein Desiderat. Entwicklungen in der Wissenschaft, sowie neue Publikationen, waren dann unter anderem in dem von Kaser begründeten und zunächst von Rolf Knütel und dann von Sebastian Lohsse fortgeführten Kurzlehrbuch Das römische Privatrecht, auffindbar, ersetzten aber genauso wie andere Werke nicht eine dritte Auflage.
Es bestand daher der Bedarf nach einer Erneuerung von Kasers Werk. Ein solches Projekt wurde von sechs Romanisten gestartet, wobei 65 Autoren mitwirkten, unterstützt von weiteren 13 wissenschaftlichen Mitarbeitern. Die Arbeit an dem Projekt zog sich über zehn Jahre hin. Das Ergebnis ist das 2023 bei Mohr Siebeck erschienene Handbuch, bestehend aus drei Bänden, 3.050 Seiten Text und 620 Seiten Register und Bibliographie. Damit übertrifft das Buch vom Umfang auch die vorherigen Bücher Kasers.

## Inhalt
Der Inhalt des Werkes behandelt das römische Recht und ist in fünf Teile unterteilt. Während sich die ersten zwei Teile mit den Grundlagen und dem Zivilprozessrecht beschäftigen, befassen sich die anderen drei Teile, mit den Personen (personae), Sachen (res) und Klagen (actiones). Das Werk folgt damit, anders als die meisten Textbücher, welche das römische Recht im Sinne der Pandektenwissenschaft (Allgemeiner Teil, Schuldrecht, Sachenrecht, Familienrecht, Erbrecht) unterteilen, dem Aufbau des Römischen Juristen Gaius. Ebenso unterscheidet sich das Werk vom Aufbau maßgeblich von Kasers Werken, die diakronisch in altrömisches Recht, vor- und klassisches Recht, sowie nachklassische Entwicklungen aufgeteilt waren. Während die ersten vier Teile im ersten Band des Werkes stehen, macht der fünfte Teil über die Klagen den zweiten Band aus.
Der erste Teil des Handbuches beschäftigt sich nicht nur mit den Grundlagen des römischen Rechts, sondern zeigt vor allem auch die historische Entwicklung der Quellen des römischen Rechts und die Unterschiede zwischen den einzelnen Epochen der Entwicklung. Das zweite Kapitel beschäftigt sich mit dem Zivilprozessrecht und gibt dabei eine Übersicht über den römischen Zivilprozess und die Entwicklung des römischen Klagesystems. Dabei ist das Kapitel chronologisch aufgebaut und geht auf die Entwicklungen von anfänglichen archaischen Handlungen zu formalisierten Rechtshandlungen ein.
Das dritte Kapitel über die Personen ist in zwei Teile eingeteilt. Der erste Teil beschäftigt sich mit den Personen und der Handlungsfähigkeit, wobei vor allem unterschiedliche Fragen der Rechte einzelner Gruppen von Bürgern und der peregrini behandelt werden. Dazu gehören Möglichkeiten der Versklavung, das ius postliminii, die Rolle der Frau und die Betreuung. Der zweite Teil behandelt das Recht im Rahmen des Hausverbands, wozu vor allem das Eherecht und die Regelung anderer Formen des Zusammenlebens, sowie der Umgang mit Haussöhnen, Sklaven und Freigelassenen gehören.
Das vierte Kapitel über die res behandelt in seinem ersten Teil das Eigentum und den Besitz, wobei vor allem die Konzeption beider Begriffe im römischen Recht und der Erwerb Schwerpunkte bilden. Der zweite Teil behandelt die iura in re aliena, wozu vor allem das Pfand (pignus), die Hypothek und andere Dienste gehören. Der dritte Teil behandelt das Erbrecht, wozu die Erbfolge, die Annahme und Ausschlagung einer Erbschaft, sowie die Erbenhaftung gehören. Der Abschnitt behandelt somit, anders als der römische Begriff der res, nicht das gesamte Vermögensrecht, sondern nur Teile des Sachen- und Erbrechts.
Der fünfte Teil des Werkes, der den zweiten Band ausfüllt, beschäftigt sich mit dem Klagesystem. Dabei werden zuerst die actiones in rem, weiters die actiones, welche eine adiudicatio mit sich ziehen und dann die actiones in personam behandelt. Der Abschnitt über die actiones in personam beschäftigt sich genauer unter anderem mit der Unterscheidung zwischen actio und obligatio, den condictiones, den bonae fidei iudicia und der Differenzierung zwischen deliktischen und quasi-deliktischen Handlungen. Der vierte Unterabschnitt behandelt dann die Haftung von Personen, die unter der potestas des pater familias stehen. Zum Schluss des gesamten Abschnitts steht dann eine Abhandlung über die exceptiones und andere Verteidigungsmittel.

## Autoren
Die sechs Herausgeber des Werkes sind die in Zürich wirkende Ulrike Babusiaux, der in Oxford und Zürich wirkende Wolfgang Ernst, der in Heidelberg lehrende Christian Baldus, der in Wien wirkende Franz-Stefan Meissel, der in München lehrende Johannes Platschek und der in Trier lehrende Thomas Rüfner.
Die Autoren stammen mehrheitlich aus Deutschland oder Österreich. Zwölf Autoren stammen aus Italien und weitere von Universitäten aus Spanien, Frankreich, Polen, Belgien, Niederlande, Schweiz, Brasilien und dem Vereinigten Königreich.

## Rezeption
Die in Polen wirkenden Rechtshistorikerinnen Dagmara Skrzywanek-Jaworska und Joanna Kulawiak-Cyrankowska stellten in ihrer Buchbesprechung heraus, dass eine Stärke des Werkes sei, dass individuelle Abschnitte von jeweiligen Experten in diesen Bereichen des römischen Rechts behandelt wurden. In seinem Aufbau vergleichen die beiden Wissenschaftlerinnen das Werk mit einem anderen Nachschlagewerk Mohr Siebecks, dem Historisch-kritischen Kommentar zum BGB. Beide seien mittels Paragraphen gegliedert und würden ausführliche Bibliographien zur Verfügung stellen. Der vergleichbare Aufbau erleichtere den Lesern die Entwicklung des Privatrechts zum modernen deutschen Privatrecht nachzuvollziehen. Als Zielgruppe des Werkes identifizieren beide Wissenschaftlerinnen Doktoranden mit einem Interesse in römischem Recht oder Rechtsvergleichung. Das Buch würde als Orientierungshilfe bei der Recherche dienen. Das sei jedoch nicht nur auf Doktoranden beschränkt, sondern diene auch erfahrenen Forschern in ähnlicher Weise. Fachlich sei es nicht nur an Rechtswissenschaftler gerichtet, sondern auch an Althistoriker, Gesellschaftswissenschaftler und klassische Philologen.
Der emeritierte Professor Philip Thomas beschreibt in seiner Besprechung, dass die vielen unterschiedlichen Autoren es ermöglichen, dass im Handbuch zum gleichen Thema auch verschiedene Ansichten vertreten werden und so für den Leser die Differenzierungen in der Fachwelt klarer werden. Er stellt heraus, dass für einen im modernen Recht ausgebildeten Juristen die Einteilung nach dem Gaius-System ungewohnt sei. Die Anordnung der actiones erst im zweiten Band verdeutliche dem Leser, dass das römische Recht weniger von Theorie, sondern vor allem durch die Praxis geprägt sei. Thomas hebt hervor, dass das Buch sich im Gegensatz zu seinen Vorgängern stärker der historischen Analyse von Meinungsverschiedenheiten widme und so auch stärker herausstellt, dass nicht immer eine communis opinio bestand. In seiner Endbewertung lobt Thomas das Buch als eine notwendige Anschaffung für die Bibliothek. Nicht nur für wissenschaftliche Zwecke, sondern auch für die Nutzung in der Praxis sei das Buch aufgrund der Spuren römischen Rechts im modernen Recht geeignet.
Der ungarische Rechtswissenschaftler Andras Foldi merkt an, dass das Buch im Bereich der actiones nicht so richtig erkläre, was denn eigentlich die Bedeutung für das römische Recht gewesen sei. Zwar sei dieser Mangel auch anderen Lehrbüchern vorzuwerfen, da das Handbuch aber der Dreiteilung des Gaius folge, sei von ihm auf jeden Fall eine Erklärung zu verlangen. Foldi bemängelt eine fehlende Einleitung, in der die Herausgeber dem Leser die Methodik des Werkes hätten erklären sollen. Auch sei es nicht erklärbar, dass einige in dem von Knütel und Lohsse weitergeführten Kurzlehrbuch angeführten Literaturbeiträge nicht erwähnt werden und für einige Details nur auf die Handbücher Kasers verwiesen wird. Das Handbuch decke zwar insgesamt mehr Material ab, ersetze aber aufgrund dieser Nachteile inhaltlich nicht die Bücher Kasers. Trotz seiner Kritik betont Foldi aber, dass das Buch die bisherigen Gesamtdarstellungen übertrifft und „einen überzeugenden Beweis dafür dar[stellt], dass sich die wissenschaftliche Pflege des römischen Rechts auch in unserer Zeit auf einem solchen hohen Niveau fortsetzt“.
Auch der Münsteraner Rechtshistoriker Nils Jansen bemerkt in seiner Besprechung, dass es keine Beschreibung des umfassenden Programms der Autoren gibt, wie Max Kaser es noch bei seinen Handbüchern vorangestellt hatte. Im Einzelnen kritisiert Jansen einzelne Beiträge aufgrund ihrer Argumentation und stellt vor allem im ersten Bereich die unterschiedlichen Ansätze der Autoren als Nachteil heraus. Aber genauso lobt er auch andere Beiträge. So seien vor allem die Beiträge zu papyrologischen und epigraphischen Quellen gelungen und würden „künftig eine Standardreferenz bilden“. Ebenso im dritten Teil über das Vermögensrecht kritisiert Jansen, dass die Methodik des Bandes es vor allem „dogmatisch oder vergleichend interessierte Juristen“ nicht so einfach machen würde, das Handbuch zu nutzen. Hier sei es laut Jansen ein Nachteil, dass zusammenhängende Themengebiete unterschiedlichen Personen anvertraut worden sind und deren unterschiedliche Arten den Stoff zu betrachten, die Arbeit mit den Teilen schwieriger macht. Teilweise sei auch nicht erklärbar, warum gewisse Themen im Verhältnis zueinander mehr Platz bekamen. Während Kaser in seinen Werken dem Kauf 16, bzw. 9 und der locatio conductio 10 bzw. 8 Seiten zuordnete, sei es im Handbuch 250 zu 26, also ein krasses Missverhältnis. Dies lasse sich nicht mit einer unterschiedlichen Bedeutung der Klagen erklären. Nichtsdestotrotz lobt Jansen den Beitrag zum Kaufrecht, dem er auch zuspricht, „die Standardreferenz zum römischen Kaufrecht“ zu werden. Insgesamt bemängelt Jansen, dass zu wenig interdisziplinäre Ansätze verfolgt werden. So seien Ansätze, die römischen Rechtstexte durch den Ansatz klassischer Philologie zu verstehen, nur sehr selten aufgegriffen worden, der Ansatz anderer Gesellschaftswissenschaften, wie der Byzantinistik oder der Gräzistik sei gar nicht zu finden. In einem abschließenden Votum lobt Jansen zwar einige Beiträge für ihre gute Aufarbeitung des Forschungsstandes oder für den daraus schöpfbaren Wissensgewinn. Er kritisiert, dass das Handbuch „fachfremden Lesern das römische Recht nur schwer zugänglich präsentiert“ und „zugleich auch ein Symbol der Krise eines Fachs [ist], in dem weiterer Erkenntnisfortschritt führenden Vertretern offenbar nur um den Preis wissenschaftlicher Isolation möglich scheint“. Vielen Beiträgen sei vorzuwerfen, dass sie nicht mit neuen Ansätzen an die Themen herantreten und so vielfach nur das wiederholt wird, was bereits Max Kaser und Franz Wieacker wussten.
In seiner Rezension kritisiert der Rechtshistoriker Martin Schermaier einige Aspekte des Handbuchs. So stellt er heraus, dass das Buch einige Lücken habe. So werde zwar im Abschnitt conventio in manum die Begründung der manus-Gewalt beschrieben, aber nicht die Auswirkungen derselben. Andere Punkte, wie das Kolonat oder die Causa werden nur unzureichend behandelt laut Schermaier. Während er den Aufbau im aktionenrechtlichen Stil grundsätzlich kritisiert, lobt er auch gewisse Vorteile. Wie andere Rezensenten kritisiert auch Schermaier, dass das Werk in vielerlei Hinsicht kaum für Althistoriker zu nutzen sei, da viele Diskussionen der römischen Juristen, wie bspw. über die „Klagbarkeit synallagmatischer Vereinbarungen“ im Handbuch nicht richtig herausgearbeitet sind. In einigen Beiträgen würde man den Ansatz auf die Verwendung moderner Begriffe, wie Handlungsfähigkeit oder Verpflichtung, zu verzichten, nicht durchhalten. Am Ende kommt Schermaier zu dem Ergebnis, dass das Handbuch für ein Handbuch eine „durchdachte Struktur“ fehle und die Qualität der Beiträge zu sehr schwanken würde. Es zeige eine „im Methodenstreit verhakte Wissenschaft“. Das Handbuch trage „das Bekenntnis eine historische Wissenschaft zu betreiben wie eine Monstranz vor sich her. Hinter dieser Fassade geht es aber recht bunt zu.“